# Pedro Manzi
Pedro Javier Manzi Cruz (Montevideo, Uruguay, 13 de octubre de 1988) más conocido como Pedro Manzi, es un futbolista hispano-uruguayo que juega en la posición de delantero y actualmente juega en el Rajasthan United de la I-League.

## Trayectoria
Nacido en Uruguay, Manzi se formó en las categorías inferiores del RCD Espanyol y en 2009 se unió al Universidad de Las Palmas de Gran Canaria Club de Fútbol.
Durante varias temporadas se convirtió en un referente goleador de la Tercera División canaria tras jugar en equipos como S. D. Tenisca, Atl. Granadilla, UD Ibarra y Estrella CF.
En verano de 2017, regresó a Barcelona para jugar en las filas del Centre d'Esports L'Hospitalet de Tercera División.
En mayo de 2018, se unió al Chennai City de la I-League. El 26 de octubre de 2018, hizo su debut en el club contra Indian Arrows en el que anotó un triplete y llevó a su equipo a una victoria en casa por 4 a 1. En las filas del Chennai City durante la temporada 2018-19 se proclamaría campeón de la I-League siendo el máximo goleador del campeonato, tras marcar 26 goles en 23 partidos con el Chennai City, club con el que firmó cinco ‘hat-tricks’.
Comenzaría la temporada 2019-20 en las filas del Chennai City en el que jugaría hasta enero de 2020. 
En enero de 2020, firma con el Albirex Niigata de la J. League Division 2, dirigido por el español Albert Puig Ortoneda, convirtiéndose en un traspaso récord en la historia de la I-League india. Permanecería en el equipo japonés hasta enero de 2020.
En febrero de 2021, firma por el Mohammedan SC Calcuta de la I-League.
En abril de 2021, se compromete con el Biratnagar City de Nepal.
En agosto de 2021, firma por el Bengaluru Football Club de la Superliga de India.
El 30 de enero de 2022, firma por el Rajasthan United de la I-League.

## Clubes
| Club                                                     | País   | Año             |
| -------------------------------------------------------- | ------ | --------------- |
| Universidad de Las Palmas de Gran Canaria Club de Fútbol | España | 2009-2011       |
| Club Deportivo Atlético Granadilla                       | España | 2011-2014       |
| Sociedad Deportiva Tenisca                               | España | 2014-2015       |
| Unión Deportiva Ibarra                                   | España | 2015-2016       |
| Estrella Club de Fútbol                                  | España | 2016-2017       |
| Centre d'Esports L'Hospitalet                            | España | 2017-2018       |
| Chennai City                                             | India  | 2018-2020       |
| Albirex Niigata                                          | Japón  | 2020-2021       |
| Mohammedan SC Calcuta                                    | India  | 2021            |
| Biratnagar City                                          | Nepal  | 2021            |
| Bengaluru Football Club                                  | India  | 2021-2022       |
| Rajasthan United                                         | India  | 2022-Actualidad |

## Palmarés

### Campeonatos nacionales
| Título   | Club         | País  | Año  |
| -------- | ------------ | ----- | ---- |
| I-League | Chennai City | India | 2019 |